# 施米達克巴赫河

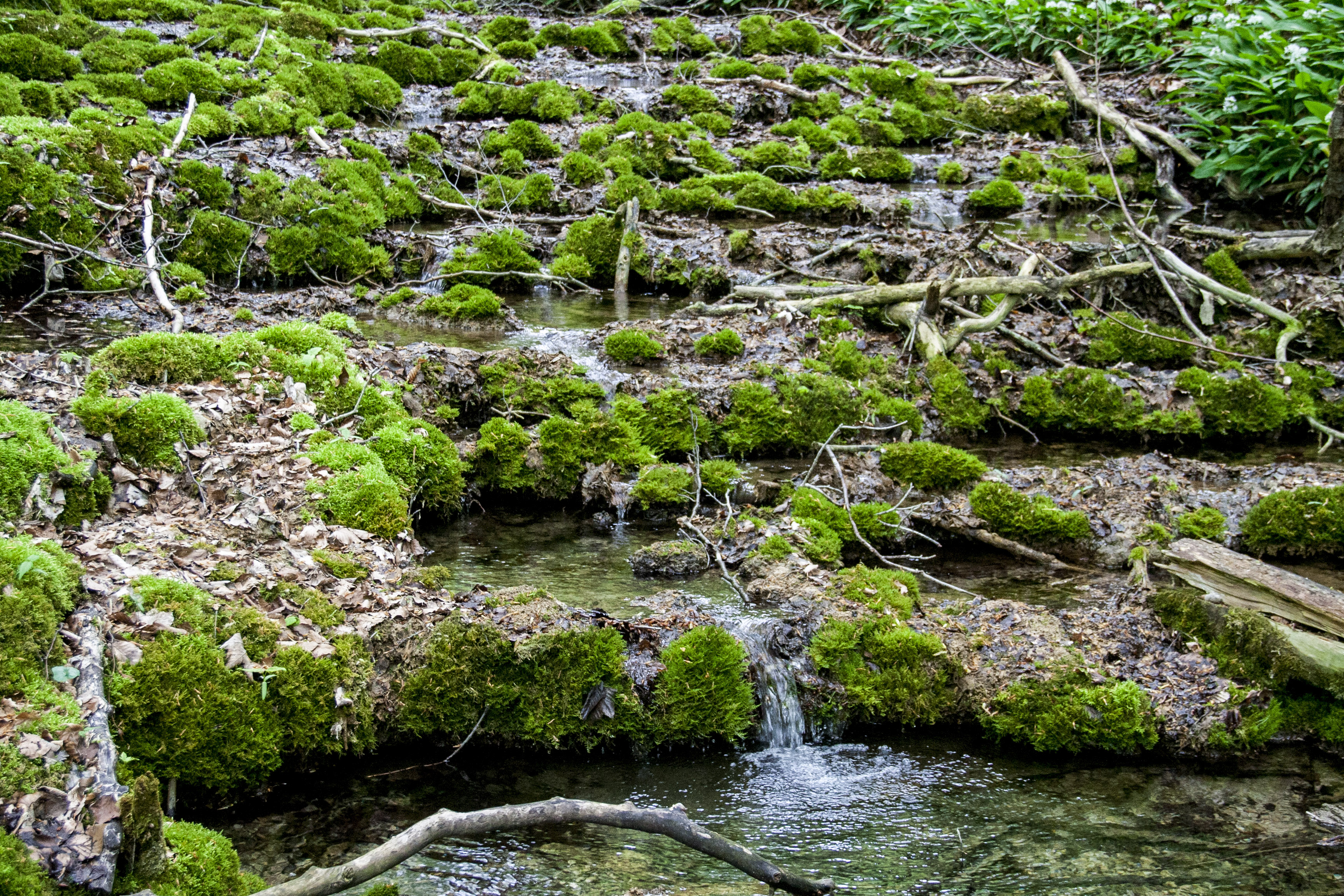

49°05′27″N 11°17′49″E / 49.09076°N 11.29704°E
施米達克巴赫河（德語：Schmiedackerbach），是德國的河流，位於該國東南部，由巴伐利亞負責管轄，屬於施瓦察赫河的支流，河道全長1.9公里，流域面積3.1平方公里，流經格雷丁。